# Joseph-Eugène-Charles Braconnier
Joseph-Eugène-Charles Braconnier, francoski general, * 1874, † 1961.